# Tecaspis subvisci
Tecaspis subvisci är en insektsart som först beskrevs av Hall 1929.  Tecaspis subvisci ingår i släktet Tecaspis och familjen pansarsköldlöss.
Artens utbredningsområde är Zimbabwe. Inga underarter finns listade i Catalogue of Life.